# Georges Heupgen
Georges Achille Oscar Heupgen (Hyon, 18 mei 1866 - Bergen, 11 november 1938) was een Belgisch hoogleraar, advocaat en politicus.

## Levensloop
Heupgen promoveerde tot doctor in de rechten en werd hoogleraar aan de ULB (1920-1928) en advocaat aan de balie van Bergen.
Hij werd verkozen tot gemeenteraadslid van Bergen (1895-1900) en provincieraadslid voor Henegouwen (1905-1925).
In 1898 werd hij liberaal volksvertegenwoordiger voor het arrondissement Aat en bleef dit mandaat vervullen voor één termijn, tot in 1900.

## Publicaties
- De quoi se constitue l'opinion publique à l'heure présente?, in: Revue de l'Université de Bruxelles, 1920-1921.
- Le stage des avocats, Bergen, 1926.